# Ban Senlouang
Ban Senlouang – wieś położona w południowo-wschodnim Laosie, w prowincji Attapu, w dystrykcie Phouvong.